# 北野神社 (文京区)
北野神社（きたのじんじゃ）は、東京都文京区春日一丁目にある神社である。通称の牛天神（うしてんじん）としても知られる。

## 祭神
- 菅原道真[2]
- 天鈿女命
- 宇迦之御魂命
- 猿田彦命

## 歴史
1182年（寿永元年）、源頼朝が当地にあった岩に腰掛け休息した際、夢に牛に乗った菅原道真のご神託を受け、1184年（元暦元年）頼朝がこの岩を奉り当社を創立した。

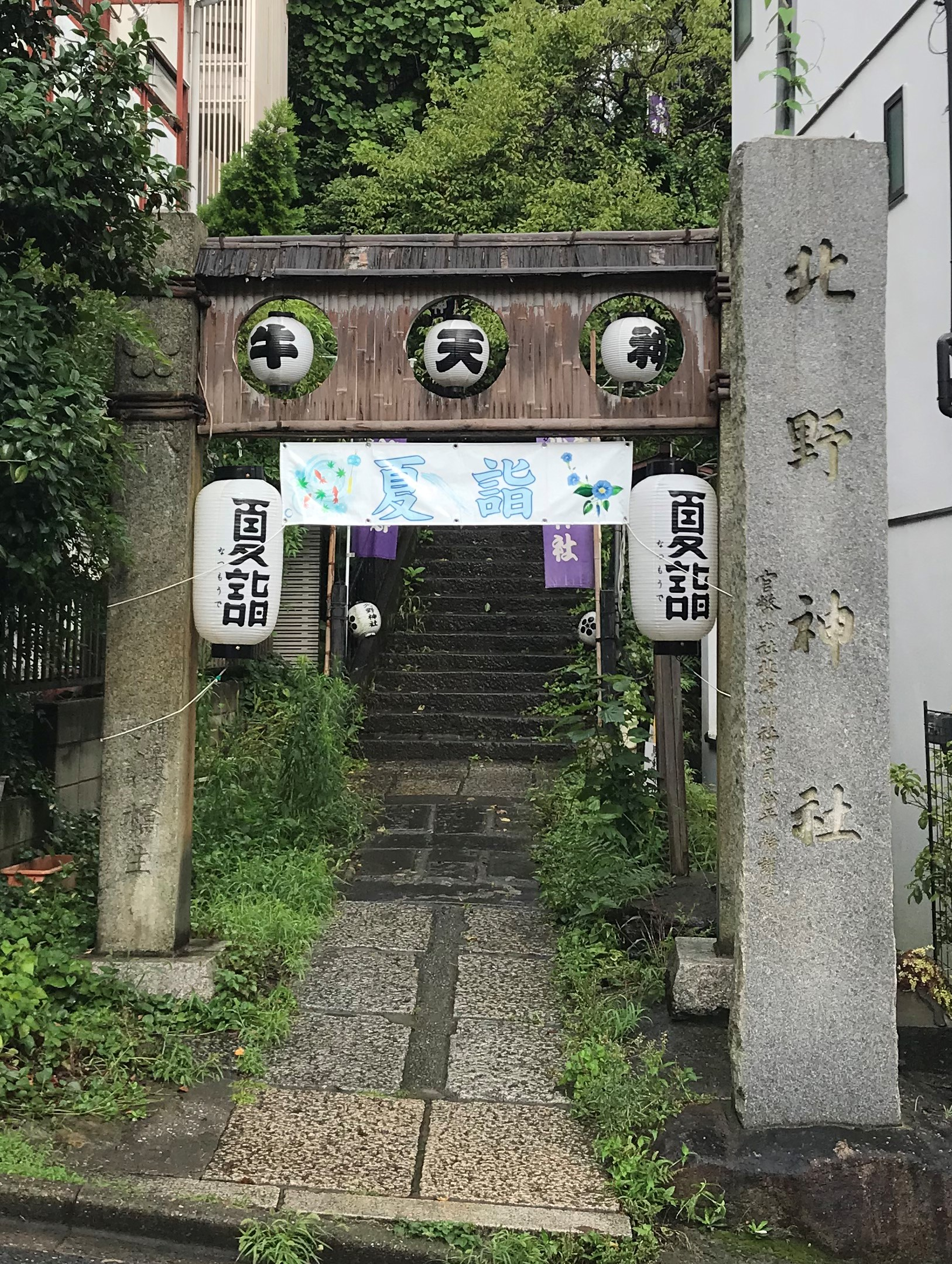
入口

## 氏子地域
- 文京区春日一丁目1～10･12、二丁目1～22･26
- 文京区後楽一丁目
- 文京区水道一丁目1･2、11･12

## 参考文献

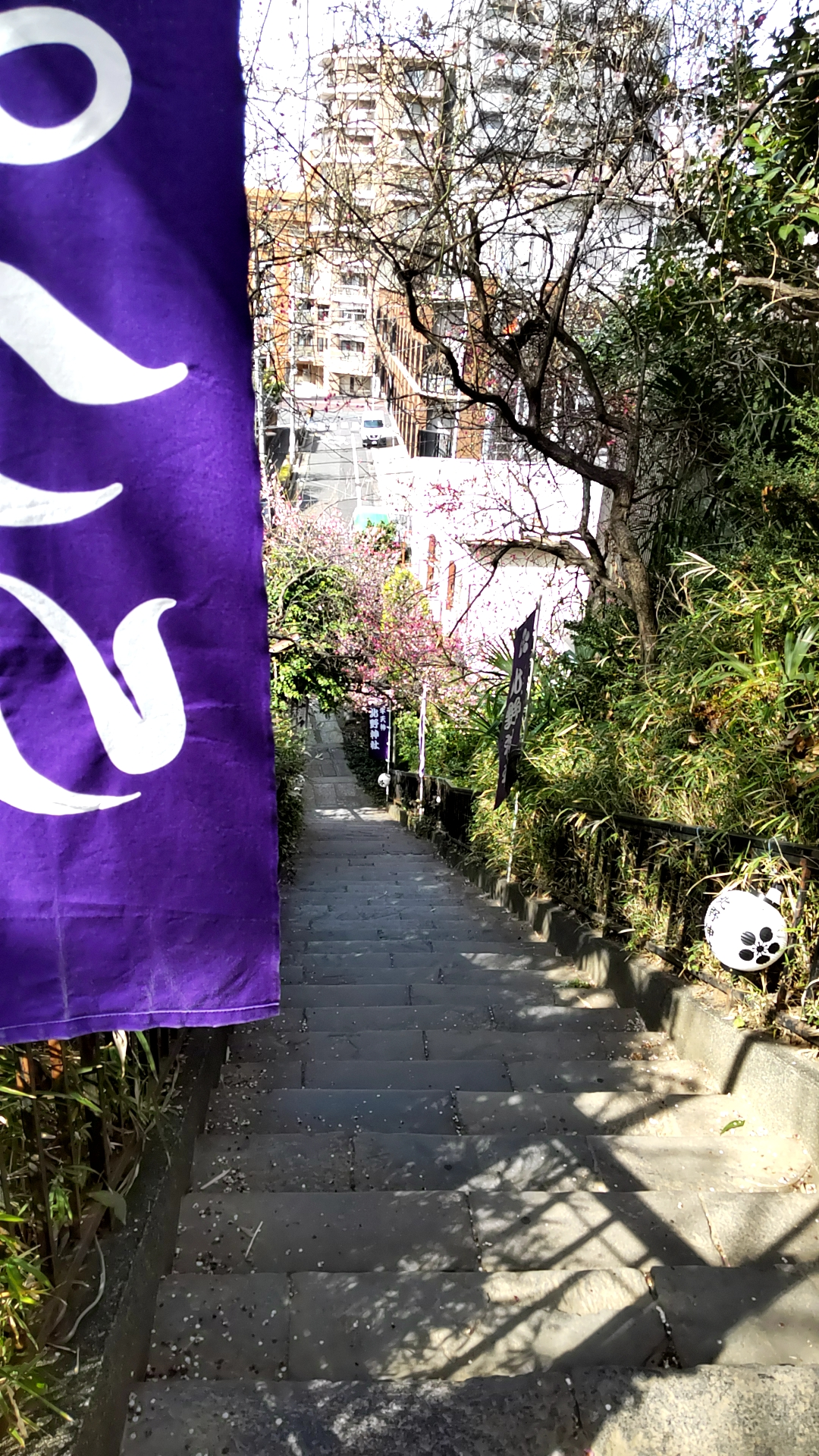
北野神社の梅

## 交通アクセス
- 東京メトロ丸ノ内線・南北線後楽園駅1番出口より徒歩8分（経路案内）。
- JR東日本・東京メトロ・都営地下鉄飯田橋駅B1出口より徒歩10分（経路案内）。
- 都営地下鉄三田線・大江戸線春日駅A1出口より徒歩12分（経路案内）。